# Красногорка (Казахстан)
Красного́рка (каз. Красногорка) — село у складі Айиртауського району Північноказахстанської області Казахстану. Входить до складу Володарського сільського округу, раніше входило до складу ліквідованого Жетикольського сільського округу.
Населення — 259 осіб (2021; 382 у 2009, 214 у 1999, 219 у 1989).
Національний склад станом на 1989 рік:
- росіяни — 58 %.